# Pseudolais pleurotaenia
Pseudolais pleurotaenia — вид риб з роду Pseudolais родини Акулячі соми ряду сомоподібні. Інша назва «коротковусий пангасіус».

## Опис
Загальна довжина сягає 35 см. Очі великі. Вуса вкрай короткі. Тулуб подовжений. Черево з добре розвиненим кілем. Скелет складається з 39-46 хребців. Грудні плавці є загостреними, інші — округлі. Спинний плавець складається з 1 жорсткого (сильно пильчастого) та 7 м'яких променів. Промені грудного плавця з колючками. Черевні плавці маленькі. Жировий плавець крихітний. Анальний плавець доволі довгий. Хвостовий плавець розділено.
Усі плавці чорно-оксамитного кольору з широкою світло-сірою облямівкою. Черево — сріблясте. Уздовж тіла від рівня грудних плавців до основи хвостового плавця проходять 3-4 світло-сірі, рідше оливкові, вузькі смужки. Молодь більш яскрава.

## Спосіб життя
Є бентопелагічною рибою. Зустрічається у середніх та великих річках, на порогах та піщано-кам'янистих ґрунтах. Зазвичай ховається під вертикальними укриттями. Активна вдень. Живиться наземним та водними комахами, а також речовими рештками.
Є об'єктом місцевого рибальства.
Статева зрілість настає у 4 роки.

## Розповсюдження
Мешкає у басейнах річок Меконг, Меклонг, Чао-Прайя, Тапі.